# Scalr
Scalr는 테라폼(Terraform)용 자동화 및 협업 소프트웨어를 전문으로 하는 미국의 클라우드 컴퓨팅 회사이다. Scalr는 모든 규모의 기술 팀이 코드형 인프라를 사용하여 IT 리소스를 배포하는 동시에 비용, 보안 및 규정 준수에 관한 정책을 유지하도록 돕는다.

## 역사
Scalr는 IT 팀 전체의 프로세스 표준화를 돕기 위한 조직 모델로 2007년 세바스티안 스타딜(Sebastian Stadil)에 의해 설립되었으며 이후 2011년에 통합되어 빠르게 성장한 하이브리드 클라우드 관리 플랫폼이 되었다. Scalr는 2016년 오픈뷰 벤처 파트너스(OpenView Venture Partners)로부터 시리즈 A 자금으로 735만 달러를 모금했다. Scalr는 2020년 공식적으로 두 번째 제품인 테라폼용 원격 운영 백엔드를 출시하여 IT 인프라 전문가가 대규모 테라폼 관리의 복잡성을 처리할 수 있도록 지원했다.